# Matt Walsh
Matt Walsh (Holland, Pennsylvania, 2. prosinca 1982.) američki je profesionalni košarkaš. Igra na poziciji niskog krila, a može igrati i bek šutera. Trenutačno je član slovenskog euroligaša Union Olimpije. Prijavio se na NBA draft 2005., ali nije izabran od nijedne momčadi.  

## Karijera
Walsh je potekao sa sveučilišta Floride otkud se 2005. godine preselio u NBA ligu gdje je nastupao za Miami Heat. U dva navrata je bio u Miamiju i to u sezonu 2005./06. te na startu sezone 2008./09. Osim Miamija nastupao je i za Olimpiju iz Larise, Ricoh Manresu, a okušao se neuspješno i u New Jersey Netsima. U dresu Cleveland Cavaliersa nastupao je na NBA Ljetnoj ligi u Las Vegasu 2007. godine. 
Ostatak sezone 2008./09. proveo je u prvaku Belgije, Spirou Charleroi gdje je u Eurokupu prosječno ubacivao 13.3 poena uz 2.8 skoka i 2.3 asistencije po utakmici. 1. kolovoza 2009. potpisuje ugovor sa slovenskim euroligašem Union Olimpijom.

## Vanjske poveznice
- Profil na NBA.com
- Profil  Arhivirana inačica izvorne stranice od 24. lipnja 2008. (Wayback Machine) na BasketballReference.com
- Profil  Arhivirana inačica izvorne stranice od 29. studenoga 2011. (Wayback Machine) na ACB.com